# Sergey Zlobin
Sergey Zlobin (Moscou, 29 de maio de 1970) é um piloto russo de corridas. Foi test-driver da Minardi em 2002.